# The Primitive Strain
The Primitive Strain è un cortometraggio muto del 1916 diretto da Arthur Berthelet.
Basata su una storia di H.S. Sheldon, la sceneggiatura è firmata da W. S. Van Dyke. Van Dyke collaborò a una quindicina di film in qualità di soggettista o sceneggiatore prima di diventare uno dei  più noti registi hollywoodiani degli anni trenta/quaranta.

## Produzione
Il film fu prodotto dalla Essanay Film Manufacturing Company.

## Distribuzione
Distribuito dalla General Film Company, il film - un cortometraggio in tre bobine - uscì nelle sale cinematografiche USA il 5 febbraio 1916.